# Joe Montana
Joseph Clifford "Joe" Montana, Jr., även kallad "Joe cool", född 11 juni 1956 i New Eagle, Pennsylvania, är en amerikansk fotbollsspelare. 
Montana anses vara en av de bästa quarterbackarna genom tiderna. Han spelade under en tioårsperiod i San Francisco 49ers och hann med att vinna hela fyra Super Bowls. Han var känd för sitt snabba fotarbete. 